# Province de Quispicanchi
La province de Quispicanchi (en espagnol : Provincia de Quispicanchi) est l'une des treize provinces de la région de Cuzco, au sud du Pérou. Son chef-lieu est la ville d'Urcos.

## Géographie
La province couvre une superficie de 7 862,60 km2. Elle est limitée au nord par la province de Paucartambo et la région de Madre de Dios, à l'est par la région de Puno, au sud par la province de Canchis et la province d'Acomayo, et à l'ouest par la province de Cuzco et la province de Paruro.

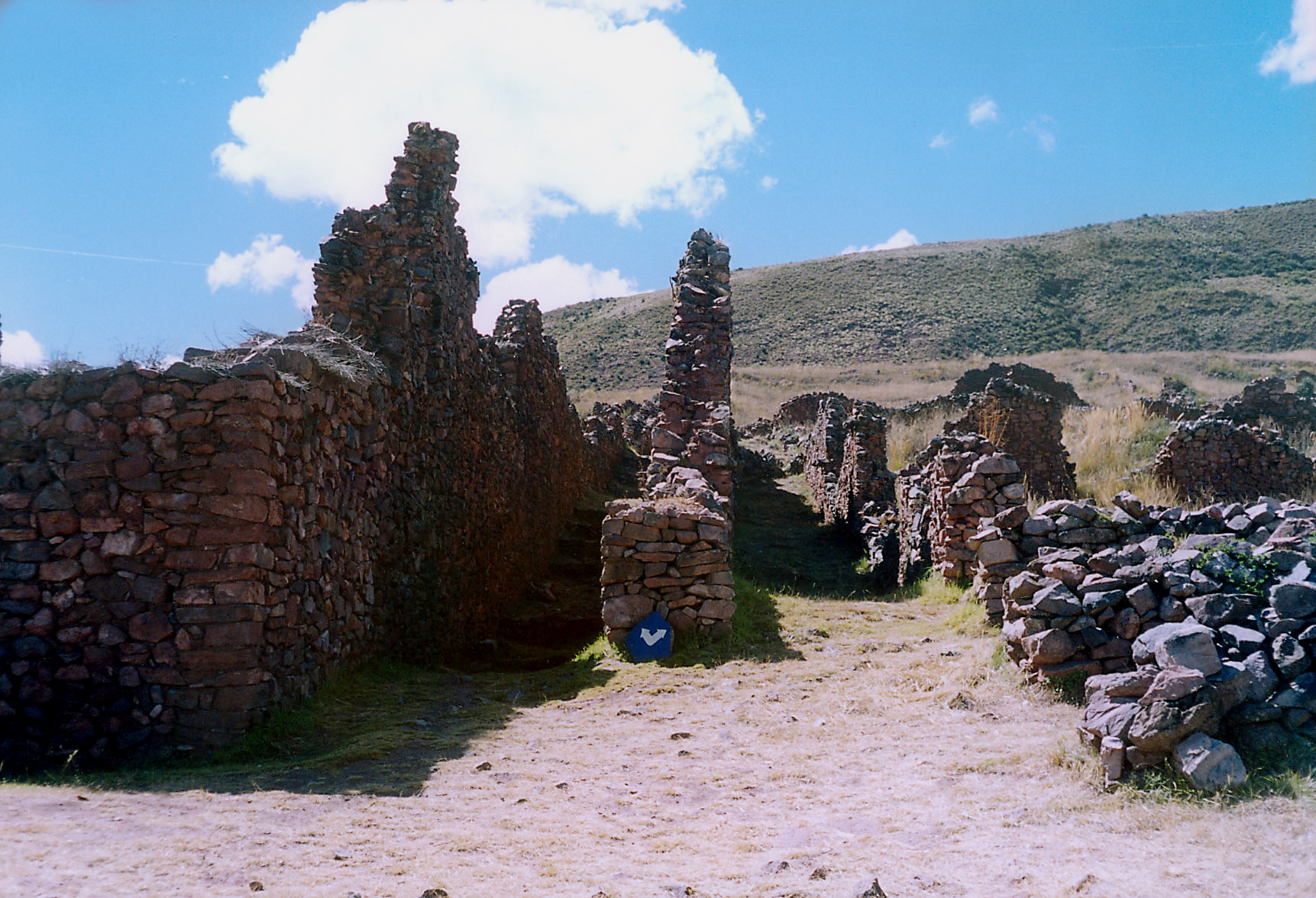
Pikillaqta

## Population
La population de la province s'élevait à 82 173 habitants en 2007.

## Subdivisions
La province de Quispicanchi est divisée en douze districts :
- Andahuaylillas
- Camanti
- Ccarhuayo
- Ccatca
- Cusipata
- Huaro
- Lucre
- Marcapata
- Ocongate
- Oropesa
- Quiquijana
- Urcos

## Sites remarquables
- Village d'Andahuaylillas : architecture coloniale, église richement décorée.